# Peto (Messico)
Peto è una cittadina messicana sita nello stato dello Yucatán. Essa si trova a 180 km dalla città di Mérida, capoluogo dello Stato, nel sud dello Yucatán.

## Etimologia
Il nome significa, nella lingua maya yucateca "Corona della Luna"

## L'epoca della gomma da masticare
In questa comunità si era sviluppata la gomma da masticare (chicle, in lingua spagnola, chewing gum in lingua inglese), al punto che veniva "esportata" altrove con buon guadagno, nonostante la distanza che la separa della capitale. La sua crescita fu dovuta alla fortuna che consentì la produzione del chewing gum partendo dalla resina detta chico zapote e arrivando a venderla nella zona e anche in altri paesi.
Costruita la ferrovia Peto – Mérida, il prodotto poteva essere rapidamente trasportato nel capoluogo dello stato. Con il declino dell'industria del chewing gum, si continuò ad utilizzare questo mezzo di trasporto che con il tempo cadde in disuso.
Col tramonto dell'industria del chewing gum, si verificò a Peto una crisi economica. Alcuni agricoltori cominciarono a lavorare in Santa Elena, una piantagione i cui frutti erano molto richiesti e nei pressi fu costruito un aeroporto da cui la frutta veniva trasportata in diversi luoghi degli Stati Uniti e del Messico. Peto prosperò sia economicamente che demograficamente, tanto che fu chiamata "l'orto dello Stato" e la cui notorietà era diffusa tra i comuni del sud dello Yucatán. Più tardi il titolo di "orto dello Stato" fu perso, come quello di città (ciudad), diventando semplice cittadina (villa).
L'antico aeroporto, che fu eretto sui terreni dell'aviatore Francisco Sarabia, dopo il fallimento dell'attività agricola e la morte dell'aviatore, fu donato al popolo. Sui relativi terreni furono erette scuole. Furono anche costruito un sito sportivo comprendente un campo di calcio, due di pallacanestro, un ministadio di baseball e un palco per bambini. Vi fu posto anche per l'attuale cimitero e per alcune case destinate alla comunità.

## Religione e vita sociale
Attualmente l'80% degli abitanti sono cattolici. Tra le altre religioni presenti vi sono Testimoni di Geova, Avventisti e mormoni.
La chiesa di Nostra Signora dell'Assunzione, chiesa principale della comunità, si trova al centro della cittadina e risale a circa 200 anni fa. È stata costruita con pareti spesse per evitare l'ingresso di ribelli in caso di conflitti armati e predisposta per essere utilizzata come un piccolo forte. Insieme si trova un Centro parrocchiale, due campi sportivi, uno di calcio e l'altro di pallacanestro. Vi si tengono anche eventi culturali. È posta sotto la protezione della Vergine della Estrella, la cui immagine fu intagliata nel legno e ivi trasportata da stranieri insieme ad altre due, una delle quali si trovava nel convento di Izamal, fino a che un incendio non lo distrusse. La provenienza dell'altra è incerta fra Belize, Guatemala o El Salvador e non se ne conosce l'attuale ubicazione.

## Economia e turismo
Attualmente nella cittadina si esercita un commercio locale molto limitato. Era stato creato un centro industriale tessile straniero, ma non ebbe sviluppo. I capitali impegnati sono stranieri ed è comune veder circolare il dollaro statunitense a causa delle rimesse dei cittadini emigrati negli Stati Uniti e alcuni esercizi commerciali lo accettano direttamente in pagamento. In ogni caso esiste un piccolo esercizio di cambio valute.
L'agricoltura è un'attività diffusa, che però manca dell'organizzazione sufficiente a farne un'attività volta all'esportazione e quindi è in gran parte destinata al solo consumo personale o locale. L'estate è la stagione più favorevole alla semina.
In quanto al turismo non è stato dato alcun impulso, per cui l'unica attrattiva è la chiesa di Nostra Signora dell'Assunzione.

## Formazione e tecnologia
Vi sono vari livelli di istruzione. A livello prescolare vi sono, nel comune, 28 scuole; in quello primario 42, in quello secondario 10 scuole, pubbliche, 3 baccalaureati e a livello universitario vi è la Università Pedagogica Nazionale (Universidad Pedagógica Nacional - UPN) cui si è aggiunta recentemente l'Università Tecnologica del Mayab ( Universidad Tecnológica del Mayab - UT del Mayab). Vi è inoltre una biblioteca intitolata al Dr. Florencio Sánchez, dotata di 3.026. L'Istituto Nazionale per la Formazione degli Adulti (Instituto Nacional para la Educación de los Adultos) tiene corsi di alfabetizzazione per gli adulti.
Per quanto riguarda la tecnologia vi sono centri particolari di accesso a Internet di banda larga, ove si può contare su velocità di 4MB.
La Scuola Secondaria Tecnica N. 14, con sede a Peto, fu la prima istituzione a insegnare le materie di Contabilità e Segreteria come attività tecniche.

## Comunicazioni e trasporti
Attualmente Peto comunica direttamente con il capoluogo dello stato, Mérida, mediante la strada statale Peto – Mérida. Comunica inoltre, via strada federale, con Tzucacab, Tekax, Oxkutzcab, Ticul, Muna, Uxmal e Mérida nello Yucatán e con la città di José María Morelos, nel Quintana Roo.
A Peto termina una linea ferroviaria proveniente da Mérida. In origine questa linea doveva proseguire fino a Felipe Carrillo Puerto, nel Quintana Roo, ma a causa della guerra delle caste la prosecuzione non fu costruita. Attualmente la ferrovia di cui sopra è in disuso.
Vi sono poi tre autolinee di seconda classe che collegano la cittadina tramite gli Autobuses de Oriente nel ramo "Mayab", che possono essere prese nel terminale del capoluogo "TAME" y ATS, che è il servizio di lusso con cui è condiviso lo stesso terminale. Vagoncini del Fronte Unico dei Lavoratori del Volante (Frente Único de Trabajadores del Volante) possono essere presi nel parco di San Juan in Mérida.
Vi è una stazione radio di cultura locale "XEPET-AM La Voz de Los Mayas", che trasmette nella frequenza di 730 AM in lingua spagnola e in lingua maya yucateca. Vi sono trasmissioni televisive a pagamento diffuse a mezzo cavo e satellite.
Vi è poi un servizio telefonico convenzionale e uno di telefonia cellulare, internet e servizi di posta.

## La festa
In dicembre, in occasione della celebrazione della Vergine della Estrella, si tiene la festa popolare della cittadina, celebrata in generale dal 26 dicembre al 6 gennaio dell'anno successivo. Vi sono banchetti di vendita esterni, giochi meccanici di varie ditte, presenza di alcune celebrità note in danze popolari, notti di canti, lotterie e vendita di tutti i tipi di oggetto. Alla festa assistono persone provenienti da tutto lo stato, venuti a trascorrere il Natale e il Capodanno presso parenti residenti nella cittadina.
Si può assistere a danze culturali come la vaquería, corride sulla plaza de toros, combattimenti tra galli, corse di cavalli e alcuni spettacoli di boxe tra ubriachi che vi si dedicano con grande impegno.
Il traffico veicolare si incrementa notevolmente.

## Leggende e miti metropolitani
Una caratteristica del Mayab è la presenza di miti e leggende. A Peto è molto comune ascoltare storie sulla Xtabay, una donna dai lunghi capelli, molto bella, che attira gli uomini e li porta a perdizione, si siede sopra un albero di flamboyant ed ha un passato terribile. Il Huay-Chivo (o "Chivo fantasma"; il termine chivo in spagnolo significa "capretto", mente il termine huay è di origine maya e significa "stregone" o "stregato"), che perseguita le persone a mezzanotte, un capretto "posseduto" che le molesta.
Vi sono poi storie di apparizioni nel cimitero e di persone che dichiarano di essere morte, ma che sono state viste in altri luoghi della cittadina.
Si parla anche di una via interna che collega in sotterraneo le tre chiese della cittadina e chef u utilizzata durante la guerra delle caste nello Yucatán.

## Amministrazione

### Gemellaggi
|                        | Paese       |                       | Città      |                       | Contea / Distretto / Regione / Stato | Anno | Rif.  |
| ---------------------- | ----------- | --------------------- | ---------- | --------------------- | ------------------------------------ | ---- | ----- |
| Stati Uniti (bandiera) | Stati Uniti | California (bandiera) | San Rafael | California (bandiera) | California                           |      | [ 2 ] |